# Hampton in Arden
Hampton in Arden – wieś w Anglii, w hrabstwie ceremonialnym West Midlands, w dystrykcie metropolitalnym Solihull. Leży 15 km na wschód od miasta Birmingham i 149 km na północny zachód od Londynu. W 2001 miejscowość liczyła 1787 mieszkańców. We wsi znajduje się stacja kolejowa.